# دانشگاه غرب
دانشگاه غرب (آذربایجانی: Qərb Universiteti) یک دانشگاه خصوصی که در سال ۱۹۹۱ میلادی توسط حسین باگیروف در شهر باکو تأسیس شده‌است.

## دانشکده‌ها
- "علوم سیاسی"
- "علوم انسانی"
- "اقتصاد"
- "بازاریابی و مدیریت"
- "زبان‌های خارجه"
- "ریاضیات و انفورماتیک"
- "حقوق"
- "آموزش زبان‌های خارجه"